# Historia de la Mancomunidad polaco-lituana (1764–1795)
La Historia de la Mancomunidad polaco-lituana (1764–1795) se refiere a las últimas décadas de la existencia de la Mancomunidad polaco-lituana. El período, durante el cual el estado en declive llevó a cabo reformas de gran alcance y fue sometido a tres particiones por las potencias vecinas, coincide con la elección y el reinado del último rey de la federación, Stanisław August Poniatowski.
Durante la última parte del siglo XVIII, la Mancomunidad intentó reformas internas fundamentales. La actividad de reforma provocó una reacción hostil y finalmente una respuesta militar por parte de los estados vecinos. La segunda mitad del siglo trajo una mejor economía y un crecimiento significativo de la población. La ciudad capital Varsovia reemplazó a Danzig (Gdansk) como el principal centro comercial, y el papel de los estratos urbanos más prósperos estaba aumentando. Las últimas décadas de la existencia independiente de la Mancomunidad se caracterizaron por intensos movimientos de reforma y avances de gran alcance en las áreas de educación, vida intelectual, artes y ciencias, y especialmente hacia el final del período, la evolución del sistema social y político.
La elección real de 1764 resultó en la elevación de Stanisław August Poniatowski, un aristócrata refinado y mundano conectado a una gran facción de magnate, pero elegido e impuesto por la emperatriz Catalina II de Rusia, quien esperaba que Poniatowski fuera su seguidor obediente. En consecuencia, el rey pasó su reinado dividido entre su deseo de implementar las reformas necesarias para salvar al estado y su necesidad de permanecer en una relación subordinada con sus patrocinadores rusos. La Confederación de Bar de 1768 fue una rebelión szlachta dirigida contra Rusia y el rey polaco, que luchó para preservar la independencia de Polonia y en apoyo de las causas tradicionales de la Szlachta. Fue controlada y seguida en 1772 por la Primera Partición de la Commonwealth, una invasión permanente en las provincias externas de la Mancomunidad por el Imperio ruso, el Reino de Prusia y la Austria de los Habsburgo. El "Sejm de Particion" bajo coacción "ratificó" el hecho de la partición. En 1773, el Sejm estableció la Comisión de Educación Nacional, una autoridad pionera en educación gubernamental en Europa.
El sejm de larga duración convocado por Stanisław en agosto de 1788 se conoce como el Gran Sejm, o Sejm de cuatro años. El logro histórico de este fue la aprobación de la Constitución del 3 de mayo, el primer pronunciamiento singular en la Europa moderna de una ley suprema del estado. El documento reformista pero moderado, acusado por los detractores de las simpatías de la Revolución Francesa, pronto generó una fuerte oposición proveniente de los círculos conservadores de la alta nobleza de la Mancomunidad y de Catalina II, decidida a evitar el renacimiento de una Mancomunidad fuerte. La Confederación de Targowica de la nobleza pidió ayuda a la Emperatriz y en mayo de 1792 el ejército ruso entró en el territorio de la Mancomunidad. La guerra defensiva peleada por las fuerzas de la Commonwealth terminó cuando el Rey, convencido de la inutilidad de la resistencia, capituló al unirse a la Confederación de Targowica. La Confederación se hizo cargo del gobierno, pero Rusia y Prusia, en 1793, organizaron y ejecutaron la Segunda Partición de la Commonwealth, que dejó al país con un territorio muy reducido, prácticamente incapaz de una existencia independiente.
El rey Stanisław August Poniatowski presidió de mala gana la disolución de la Mancomunidad polaco-lituana.
Los radicalizados por los acontecimientos recientes, los reformadores, en el área aún nominalmente de la Mancomunidad y en el exilio, pronto estaban trabajando en los preparativos nacionales de insurrección. Tadeusz Kościuszko fue elegido como su líder; el general popular vino del extranjero y el 24 de marzo de 1794 en Cracovia declaró un levantamiento nacional bajo su mando. Kościuszko emancipó e inscribió en su ejército a muchos campesinos, pero la insurrección luchada, fuertemente apoyada también por las masas plebeyas urbanas, demostró ser incapaz de generar la necesaria colaboración y ayuda extranjeras. Terminó suprimida por las fuerzas de Rusia y Prusia, con Varsovia capturada en noviembre. La tercera y última partición de la Commonwealth fue emprendida de nuevo por las tres potencias de partición, y en 1795 la Mancomunidad polaco-lituana dejó de existir.

## Transformaciones económicas y comienzos del desarrollo capitalista

### Economía revitalizada, servidumbre, renta agrícola y mano de obra contratada
Comenzando principalmente en la segunda mitad del siglo XVIII, la Mancomunidad polaco-lituana experimentó transformaciones económicas, que culminaron en la formación de un sistema capitalista un siglo después. Los países más avanzados de Europa occidental fueron una fuente de ejemplos de progreso económico y formularon la ideología de la Ilustración, que proporcionó los fundamentos teóricos para las empresas polacas. El desarrollo industrial, el crecimiento de la población y la guerra frecuente en Occidente aumentaron la demanda de productos agrícolas, lo que dio como resultado una mejora en la situación del mercado dominada por la agricultura y dominada por la Commonwealth: a partir de la década de 1760 los precios crecieron para los productos agrícolas y forestales importados del Este. Las exportaciones de granos de la Commonwealth alcanzaron nuevamente los altos niveles de principios del siglo XVII. El mercado interno de productos también estaba progresando gradualmente, debido al aumento de la población de las ciudades y al hecho de que la población urbana abandonaba el mercado laboral agrícola, al que muchos de ellos se habían unido en tiempos de gran estrés económico. Los productores agrícolas pudieron nuevamente invertir en su comercio.
A pesar de estas condiciones favorables, el grado de cambio económico y si ha alcanzado un punto de inflexión es una cuestión de disputa. El Commonwealth comenzó a partir de un nivel muy bajo de actividad económica a principios del siglo XVIII y su tasa de crecimiento se mantuvo en menos de la mitad de la de los países altamente desarrollados, como Inglaterra o Francia. El atraso económico relativo, por lo tanto, se mantuvo y fue una de las razones subyacentes de la debilidad política y militar del estado.
Debido a la resistencia conservadora a los cambios, a pesar de la gran cantidad de libros de autoayuda disponibles, la economía agrícola y las relaciones sociales agrarias estaban cambiando lentamente. El cultivo de papa era cada vez más común primero en Silesia y Pomerania. Más típicamente, se estaban introduciendo mejoras agrícolas en las provincias occidentales de la Commonwealth, Gran Polonia y Pomerelia, pero los rendimientos generales de los cereales aún no habían alcanzado la productividad de la economía del Renacimiento .
Los publicistas políticos y económicos de la ilustración se habían preocupado por promover la alteración fundamental de los aspectos sociales de la producción agrícola, en particular la servidumbre y la necesidad de su reforma. La productividad insuficiente y la calidad de la producción de las empresas folwark obligaba cada vez más a sus operadores de la szlachta a suplantar o complementar la sobrecarga de trabajo de los siervos con la fuerza laboral agrícola contratada y el alquiler de tierras agrícolas.
Un grupo de trabajadores agrícolas, las personas "sueltas", a menudo sujetas a restricciones, eran demandadas por las tarifas salariales publicadas en tiempos de escasez de mano de obra. La renta feudal ofrecía a los campesinos emprendedores más independencia y capacidad para salir adelante, si las tarifas eran razonables. Tales acuerdos alternativos se practicaban en una minoría de fincas, la mayoría de las veces en las provincias occidentales de la Commonwealth. La servidumbre opresiva había seguido siendo la forma dominante de producción agrícola en los vastos rangos de Polonia y Lituania .

### Industria manufacturera y comercio
El nivel de prosperidad económica en el Commonwealth estuvo determinado en gran medida por su producción agrícola, pero debido a la transformación fundamental que experimentó el país en la segunda mitad del siglo XVIII, los cambios que tuvieron lugar en las ciudades y en la esfera industrial fueron de crucial importancia. Al principio, la fabricación y la artesanía estaban poco desarrolladas en comparación con Prusia, Austria y Rusia. Los esfuerzos apresurados para cerrar la demora de medio siglo y la brecha de industrialización que tuvo lugar especialmente durante las últimas tres décadas de la existencia de la Commonwealth, solo tuvieron un éxito parcial.
El proceso de industrialización, iniciado por magnates terratenientes en la primera mitad del siglo XVIII, se intensificó durante su segunda mitad, cuando el espíritu empresarial burgués también se convirtió en un componente importante. Importante para el desarrollo de la manufactura, la minería y la financiación industrial fue el liderazgo del rey Stanisław August Poniatowski, desde los primeros años de su reinado. Los talleres de producción fueron los más desarrollados en las ciudades de la Gran Polonia, en Danzig y Pomerelia, Varsovia, Cracovia y algunos estados de magnates en el este. De las industrias pesadas, la producción y el procesamiento de hierro se habían vuelto más significativos, especialmente en la Región Industrial del Viejo Polaco. La segunda mitad del siglo XVIII trajo también la industria pesada (metalurgia y minería) a la región fronteriza de la Alta Silesia.
La posición más fuerte de los empresarios urbanos fue también el resultado del comercio revitalizado. Bajo el liderazgo del Rey, se tomaron medidas que llevaron a la abolición del monopolio de la nobleza en diversas actividades comerciales, lo que hizo posible la concentración de capital en manos de comerciantes burgueses. Sin embargo, el Commonwealth estaba sujeto a prácticas comerciales discriminatorias (como los derechos de aduana, aranceles y aranceles elevados) impuestos por Prusia, Austria y Rusia, los vecinos más fuertes de la Commonwealth. Las autoridades estatales construyeron o mejoraron caminos pavimentados y vías de navegación interior para facilitar el aumento del comercio. Burgher dominó el financiamiento de inversiones y los préstamos generales, anteriormente concentrados en Danzig, ahora se realizaban principalmente en Varsovia y también en Poznań. La enorme fortuna acumulada por el banquero Piotr Tepper, que provenía de una familia no noble, era una indicación de los tiempos cambiantes.
La balanza comercial de la Commonwealth fue negativa hasta la década de 1780. La disminución del papel de Danzig se debió en parte al acoso prusiano de la ciudad. Las políticas prusianas también debilitaron los intercambios antes vitales entre Silesia y la Commonwealth. Varsovia, el nuevo gran centro comercial, fue crucial para el comercio interno considerablemente intensificado. También había centros comerciales regionales como Cracovia, que servía al oeste de la Pequeña Polonia y al este de la Alta Silesia. La Primera Partición redujo los contactos comerciales con el sur de Polonia Menor y Pomerania, incorporados a Austria y Prusia.

## Evolución social y formación temprana de una nación moderna

### Cambios en los patrones de población durante el período de particiones; campesinado
Las primeras transformaciones sociales de la multinacional dominada por la nobleza dominada por la Commonwealth se estaban produciendo durante el período de las tres particiones. En diversos grados afectaron a todos los estratos principales de la sociedad: campesinos, burgueses y nobleza. La composición étnica de la Commonwealth estaba cambiando con el territorio reducido.
La población, estimada en no más de siete millones al final de la Gran Guerra del Norte, adquirió unos cuantos millones adicionales al momento de la Primera Partición. Polonia occidental (regiones de Cracovia y Poznań) estaba mucho más densamente poblada que las vastas áreas del este. Después de la Segunda Partición, el territorio muy reducido (de 730 km 2 en 1772 a 200 km 2 en 1793) contenía solo 4 millones de habitantes. Los campesinos constituían tres cuartas partes de la población de pre-particiones, los estratos urbanos crecientes 17-20%, y la nobleza con el clero 8-10%. La población antes de la Primera Partición era étnicamente polaca o polonizada, con las minorías distribuidas principalmente entre las clases no nobles.
Hubo concentraciones compactas de asentamientos étnicamente polacos al oeste y al norte de las fronteras de la Commonwealth anteriores a 1772: la mayor parte de la Alta Silesia, partes de la Baja Silesia hasta la región de Breslau, Pomerania hasta Słupsk y Miastko en el extremo occidental, y partes del sur de Prusia oriental. Numerosos en el oeste y norte de la Commonwealth los alemanes constituían una minoría allí, excepto Żuławy y el norte de Warmia, donde predominaban. Los judíos, que en muchos aspectos constituyeron un estado separado, se dispersaron por todo el país y pudieron haber totalizado 750,000, de los cuales dos terceras partes vivían en las ciudades, donde sus comerciantes eran económicamente muy activos. La primera partición redujo la proporción de la población étnicamente polaca a poco más del 50% del total de la Commonwealth; La mitad de todos los polacos vivían ahora en Prusia y Austria. Las autoridades prusianas y austriacas introdujeron políticas de germanización en áreas étnicamente disputadas antes y durante las Particiones, que apoyaron la colonización y las restricciones en el uso del idioma polaco, comenzando con Federico II, María Teresa y José II.
El estado del campesinado y la cuestión de mejorar su suerte se convirtieron en uno de los principales intereses y preocupaciones de los publicistas reformistas, entre ellos el Rey. El Sejm de 1768 prohibió a los señores feudales imponer la pena de muerte a sus siervos, pero el intento de regular aún más los derechos de los campesinos en el Código Zamoyski de 1780 no tuvo éxito. Sólo en 1791, la Constitución del 3 de mayo generalmente puso al campesinado bajo la protección de la ley. Un esfuerzo más decisivo, pero de corta duración, para promover los derechos de los campesinos fue la Proclamación de Połaniec promulgada por Tadeusz Kościuszko en 1794, antes de la desaparición del estado polaco-lituano. Después de las primeras particiones, los campesinos gozaban de derechos legales limitados bajo la jurisdicción de Prusia, pero una protección más significativa en Austria.
En la Commonwealth, ca. del 64% de los campesinos vivían y trabajaban en las haciendas de los señores feudales, donde las condiciones diferían considerablemente. El 19% en los dominios reales y el 17% en tierras de la Iglesia habían experimentado mejoras más sistemáticas en varios aspectos de su situación. La segunda mitad del siglo XVIII trajo una estratificación más intensa de la clase campesina, desde un aumento en el número del elemento extremadamente pauperizado, hasta el establecimiento evolutivo de grupos campesinos ricos. El nivel educativo de la población de siervos rurales estaba mejorando muy lentamente, a pesar de los esfuerzos de la Comisión de Educación Nacional. En tiempos de la amenaza existencial, la idea de la autodefensa nacional se encontró con cierta respuesta campesina ya durante la Confederación de Bar, y en mucho mayor medida en el momento de la sublevación de Kościuszko.

### Burgueses y nobles
Al igual que en muchos otros países europeos, la Ilustración en el estado polaco-lituano fue un período de gran avance de la clase burguesa, cuyos rangos superiores consistían en empresas urbanas y profesionales, cuya posición económica era cada vez más fuerte y buscaban la expansión correspondiente de posición política e influencia. A mediados del siglo XVIII, las ciudades y sus habitantes aún se encontraban en una situación miserable, especialmente en Lituania. En el voivodato de Poznań (Polonia occidental), las habitantes urbanos constituían ca. del 30% de la población, en las provincias orientales por debajo del 10%. Danzig, la ciudad más grande, cayó por debajo de 50,000 residentes, Varsovia contó menos de 30,000. Debido a la protección del estado y la economía revitalizada, la situación mejoró durante las últimas décadas de la existencia de la Commonwealth, con Varsovia superando los 100.000 alrededor de 1790; otras ciudades crecieron más lentamente, por ejemplo, Cracovia y Poznań llegaron a 20,000 residentes cada una.
Durante la convocatoria de 1764, se establecieron comisiones de buen orden con personal noble (boni ordinis). Se tomaron algunas medidas destinadas a mejorar la economía urbana, pero su historial fue mixto y no fue hasta la época del Gran Sejm que se implementaron reformas significativas. A partir de 1775, a los nobles ya no se les prohibió practicar las "profesiones urbanas". En 1791, a los burgueses de las ciudades reales se les otorgó el derecho de comprar una propiedad rural, se les otorgó privilegios judiciales y acceso a las oficinas estatales y al Sejm , mientras que los miembros de la szlachta tenían prohibición de ocupar cargos en los gobiernos de la ciudad eliminados. A las instituciones urbanas autónomas se les permitió proceder y desarrollarse sin interferencia y se colocaron bajo protección legal. La finca burguesa se había encontrado ahora en una situación favorable en comparación con la de sus hermanos en Silesia, o en las áreas estrictamente controladas por el gobierno que Prusia había apropiado después de la Primera Partición, que también estaban sujetas a la actividad colonizadora alemana a expensas de los polacos. Las ciudades de la partición austriaca experimentaron una falta de progreso económico significativo.
El desarrollo capitalista temprano trajo nuevos elementos de estratificación social en las ciudades, incluyendo el emergente durante la última década de la independencia intelectual, el banquero, las elites de la industria y el comercio, y los grupos plebeyos sin propiedades de rápido crecimiento, el naciente proletariado. Las leyes y reformas de 1764, 1791 y 1793 otorgaron privilegios principalmente a los establecimientos urbanos propietarios y alfabetizados. 
La clase burguesa que avanzaba económica y políticamente era cada vez más importante en la vida cultural de la Commonwealth, comenzando con la cultura alemana, actividad intelectual inspirada en Danzig y Thorn a mediados del siglo XVIII, y culminando con gente adinerada de Varsovia de los últimos años de la República, quienes construyeron palacios urbanos y patrocinaron esfuerzos culturales. El científico y escritor Stanisław Staszic, una figura destacada en la Ilustración polaca, fue el más destacado de los intelectuales no nobles de la época. La intelectualidad urbana, crucial en la diseminación de la ideología de la Ilustración, se originó a partir de la szlachta empobrecida y de familias urbanas; algunos de los más fuertes del movimiento de reforma nacional y los líderes de la Insurrección de Kościuszko se originaron de estos grupos. Muchos hijos burgueses asistieron a las principales instituciones educativas en la Commonwealth y en el extranjero. Las ideas y corrientes radicales fueron asimiladas fácilmente por los elementos políticamente muy activos de las clases bajas de Varsovia. Los miembros de este grupo apoyaron masivamente los postulados reformistas del Gran Sejm, promovieron los ideales de la Revolución Francesa, ayudaron a distribuir literatura política y fueron la facción que maduró y se volvió indispensable durante la Insurrección. 
La mayoría de la nobleza (szlachta) quiso preservar su posición privilegiada, se opuso a las reformas durante los primeros años del rey Stanisław August y se opuso al Código Zamoyski (propuesto en 1776, rechazado en 1780). En su último acto de obstrucción, muchos nobles se unieron a la Confederación de Targowica en contra de la reforma en 1792. La principal clase de magnates, rica, cosmopolita y educada, se convirtió en mundos aparte de la nobleza regular. Sus propiedades en muchos casos se dividieron por las particiones y muchos magnates sirvieron voluntariamente a intereses extranjeros, aunque había una minoría reformista que incluía activistas políticos como Andrzej Zamoyski e Ignacy Potocki. La nobleza media fue afectada más negativamente (política y económicamente) por la Primera Partición en áreas bajo control prusiano y austriaco y sufrió grandes pérdidas durante y después de la revuelta y levantamiento de la Confederación de Bar. Una gran mayoría de los gentry más viejos y de aquellos en las regiones más distantes del país siguieron las formas y el estilo tradicionales de sarmatismo, mientras que muchos de los más jóvenes y en contacto más cercano con los círculos de la corte de Varsovia se inspiraron cada vez más en los patrones extranjeros, especialmente en la moda francesa, y siguieron las tendencias a menudo utópicas de la Ilustración.
Después de la Primera Partición, de un total de 700,000 nobles en el Commonwealth, la mayoría (400,000) pertenecía a los diversos estratos de la pequeña nobleza. Los miembros de este grupo poseían poca o ninguna propiedad y se estaban degradando rápidamente, debido a las cambiantes circunstancias políticas y sociales, el trabajo que tradicionalmente habían brindado a los ricos (servicio en ejércitos privados de magnates, personal de asambleas legislativas locales, funciones de servicio en propiedades señoriales, etc.) ya no estaban en gran demanda. La pequeña nobleza se aferró a los privilegios nominales de szlachta durante el mayor tiempo posible, pero perdieron su estatus y con frecuencia se vieron obligados a ser empleados o a mudarse a las ciudades. El Gran Sejm en 1791 condicionó la participación en asambleas locales (sejmiks) sobre la propiedad rural ingreso anual mínimo.
En cierta medida, la sociedad se estaba volviendo más igualitaria, ya que los nuevos estatutos hacían más fácil para los burgueses de clase alta obtener el estatus de nobleza. A partir de ahora, el estatus social dependería parcialmente, pero cada vez más, de la riqueza. En la segunda mitad del siglo XVIII, el creciente movimiento de la masonería, que incluía a las personalidades más destacadas de la era y no se limitaba a los nobles, fue un factor importante para promover formas de pensamiento igualitarias. Un concepto moderno de nación, como comunidad de todas las clases sociales, comenzaba a afianzarse incluso entre los ideólogos szlachta. 

## Primeras reformas, levantamiento szlachta, primera partición del estado polaco-lituano

### Reformas deLa Familiay elección de Stanisław August Poniatowski; controversia religiosa disidente y Confederación de Radom
Los últimos años del reinado de Augusto III aceleraron la desintegración de la Comunidad Polaco-Lituana. La corrupción y la anarquía surgieron de los círculos de la corte real y envolvieron también a las principales facciones de Czartoryski y Potocki. El Hetman Jan Klemens Branicki, popular entre los szlachta regulares, se encontraba entre los principales oligarcas. Rusia surgió de la guerra de los Siete Años como la principal potencia victoriosa y, alineada con Prusia, se volvió decisivamente importante en los asuntos de los débiles, sometida a transgresiones extranjeras e incapaz de funcionar independientemente.
Dadas las circunstancias, el partido de La Familia de los Czartoryskis consideró una alianza con la Rusia imperial como la opción más viable para el estado polaco-lituano. Una oportunidad particular parecía haber surgido del hecho de que Stanisław Poniatowski, relacionado y conectado con su facción, había disfrutado de una relación personal con la emperatriz Catalina II, adquirida durante su reciente estadía como emisario en San Petersburgo. Los Czartoryskis, impopulares en ese momento con gran parte de la szlachta, pretendían esencialmente un golpe de Estado con las tropas rusas y la eliminación del gobierno corrupto de Jerzy August Mniszech de la corte sajona. Los peticionarios de La Familia apoyaron los movimientos políticos de Catalina en Curlandia, pero debido a los recelos de la Zarisa, sus planes se concretaron solo después de la muerte de Augusto III.
Invitadas por los Czartoryskis, las fuerzas rusas entraron al país y ayudaron a La Familia a poner bajo su control el Sejm de 1764 (Adam Kazimierz Czartoryski era el Mariscal del Sejm). La resistencia de la facción "republicana" liderada por el Hetman Branicki y Karol Radziwiłł fue superada y los líderes de la oposición tuvieron que abandonar el país. Andrzej Zamoyski luego presentó un programa de reformas constructivas, que incluía la regla de la mayoría en el parlamento, el establecimiento de un consejo ejecutivo permanente (como lo recomendó Stanisław Konarski) y la conversión de los más altos cargos de la República en órganos colectivos. Federico II y diplomáticos prusianos en cooperación con San Petersburgo y la oposición szlachta pudieron frustrar gran parte de la reforma prevista. Las reformas parciales impulsadas con el apoyo de Catalina fueron aún significativas y constituyen el comienzo del período "ilustrado", cuando el estado polaco-lituano intentó adoptar una variedad de medidas atrasadas y así salvar su existencia. Las reglas parlamentarias se hicieron más funcionales, los diputados ya no estaban sujetos a las instrucciones emitidas por las asambleas locales que los delegaban (sejmiks), se impuso el voto mayoritario en asuntos relacionados con la tesorería y la economía (lo que debilitó el requisito de unanimidad impuesto hasta ahora por el Liberum veto). A los altos oficiales militares (hetman) y del tesoro se les asignaron comisiones parlamentarias respectivas que limitaron su poder. La reforma de asuntos importantes para la clase burguesa urbana también se emprendió e incluyó la eliminación de las costumbres privadas y la introducción de costumbres generales, así como la limitación parcial de los jurydykas.
La elección real de 1764 tuvo lugar en presencia de tropas rusas. Los electores szlachta reunidos cerca de Varsovia siguieron los deseos de la Emperatriz y eligieron a Stanisław Poniatowski. Para la facción de Czartoryski, la elevación de un hombre que no era una figura central o superior de su clan fue, después de todo, algo decepcionante. Este aspecto afectó sus futuras relaciones con el Rey, quien también se distanciaría de La Familia y, sin el apoyo de ninguna facción nacional importante o carácter personal decisivo, desarrollan una fuerte dependencia de sus patrocinadores rusos. El nuevo rey era un hombre de unos treinta años, completamente educado, reformista y familiarizado con las prácticas políticas y las relaciones en la Commonwealth y otros países europeos, ya que había viajado mucho. Stanislaw August fue un mecenas de las artes y las ciencias; Al igual que otras personalidades de su época, estaba particularmente preocupado por su propia carrera y bienestar. El Rey comenzó el reinado desde una posición débil y discapacitada y luego, a menudo negando la legitimidad y el apoyo de la nobleza de la Commonwealth, no pudo mejorar sustancialmente su posición política. Sin embargo, Poniatowski fue la persona en torno a la cual los asuntos de Polonia-Lituania girarían para la federación.
La coronación tuvo lugar en 1764, por primera (y última) vez en Varsovia. Una confederación general proclamada ya antes de que el Sejm de 1764 siguiera vigente, que era un mecanismo ideado para que pudiera funcionar como confederado a prueba de veto y más fácil de controlar. Se tomaron medidas allí para fortalecer los éxitos recientes de los legisladores de La Familia, y el Rey actuó para facilitar un gobierno más eficiente. Se organizó una conferencia regular del Rey y sus ministros y una comisión especial se ocupó de la reforma de los asuntos monetarios. Se crearon "comités de buen orden" para las ciudades reales, para ayudar con el tesoro local y los asuntos económicos. El nuevo canciller Andrzej Zamoyski asumió la protección de las ciudades. Los ingresos del tesoro estatal aumentaron rápidamente. El establecimiento del Cuerpo de Cadetes fue un modesto precursor de la reforma militar prevista. Sin embargo, ya en 1765, Federico II forzó el abandono de las costumbres generales, inconveniente para la infiltración económica prusiana, y pronto la misma Catalina II, alarmada por las denuncias de la oposición polaca, se movió contra las reformas, el movimiento reformista y el Rey.
El Rey y La Familia fueron atacados por los intereses rusos y prusianos, formalmente debido a la situación de los disidentes religiosos, es decir, los cristianos no católicos (ortodoxos y protestantes), en su mayoría no nobles, cuyos derechos políticos y religiosos en la Comunidad habían sido considerablemente restringidos por un siglo o más, particularmente en 1717 y 1733-1736. Los miembros de las minorías religiosas se habían opuesto y apelado (en vano) a los reyes y parlamentos polacos y a sus partidarios extranjeros, quienes, invocando las cláusulas apropiadas del Tratado de Oliva de 1660 y el Tratado de Paz Eterna de 1686, intervino en numerosas ocasiones en la corte polaca. El nuevo reinado de Stanisław August, combinado con los postulados de tolerancia de la Ilustración, parecía haber abierto nuevas oportunidades para mejorar la situación de disidencia religiosa.
Las propuestas disidentes, dirigidas a un retorno a las políticas de igualdad religiosa practicadas anteriormente, fueron rechazadas en el Sejm de 1764, pero ante los llamamientos extranjeros realizados por los disidentes, obtuvieron el apoyo de Dinamarca, Rusia y Prusia. El partido de La Familia en ese momento rechazó la reforma religiosa por temor a enemistarse con las masas de la nobleza fanáticamente intolerante y alentar la disidencia política regional en la Prusia Real y el Gran Ducado de Lituania, cuando intentaban fortalecer el gobierno central disfuncional. Su idea y la del Rey era actuar sobre el asunto gradualmente, primero a través de una campaña de educación pública, como los artículos publicados en el Monitor.
Catalina II y Federico II encontraron en la controversia un pretexto conveniente para intervenir, y durante el Sejm de 1766, actuando a través de sus enviados Nikolái Repnin y Gédéon Benoît y aprovechando la feroz oposición contra La Familia, bloquearon más restricciones a los privilegios de Liberum veto. Bajo la protección de las nuevas fuerzas rusas enviadas a Polonia, los disidentes establecieron confederaciones en Słuck y Thorn. Repnin inició el establecimiento de la Confederación de Radom de la Familia Católica contra la nobleza, dirigida por Karol Radziwiłł, aparentemente con el propósito de defender la "fe y la libertad". Los confederados, con la esperanza del destronamiento de Stanisław August, condenaron las reformas y enviaron una delegación a la Emperatriz, pidiéndole que garantizara el sistema tradicional de ejecución de la szlachta en la Commonwealth. Sin embargo, Catalina y Repnin, actuando para proteger sus propios intereses y los del Imperio, decepcionarían en gran medida a los peticionarios de la Confederación de Radom (pero también frustrarían gran parte de la reforma).
El humillado Stanisław August pudo reparar su relación con Catalina y Repnin. Al sejm de 1767, Repnin exigió que se restauraran los derechos de las minorías religiosas. La demanda se encontró con la feroz oposición de los fanáticos católicos, dejada por el obispo Kajetan Sołtyk, a quien Repnin había arrestado y exiliado en Rusia. Repnin fue apoyado por Gabriel Podoski, quien se convirtió en el jefe del comité del sejm preparando una nueva constitución de leyes fundamentales y fue recompensado con el trabajo del primado. 
Primero se restauraron los viejos derechos de los disidentes religiosos, tanto en la esfera de la elegibilidad para las funciones públicas como en la libertad de las prácticas religiosas. Sin embargo, el catolicismo se confirmó como la religión dominante y la apostasía siguió siendo objeto de severos castigos. El Sejm separó las leyes cardinales "inmutables" del estado, incluida la "elección libre" de reyes, el Liberum veto, el derecho a desafiar al rey, el derecho exclusivo de la nobleza de ocupar cargos y la posesión de propiedades patrimoniales, el gobierno de bienes del campesinado a excepción de la imposición de la pena de muerte, el legal neminem captivabimus, la unión con el Gran Ducado de Lituania y privilegios separados históricamente disfrutados por la Prusia Real. Los derechos de los disidentes y las leyes cardinales fueron garantizados por Catalina II, que convirtió a la Mancomunidad en una dependencia o protectorado ruso, porque así se declaró incapaz de cambiar sus propias leyes unilateralmente.
Los asuntos restantes del estado y de la economía debían ser decididos por el sejm, y los asuntos económicos solo estaban sujetos a votación mayoritaria. A Stanisław August se le impidió formar el Consejo Permanente, un gobierno ejecutivo naciente en el que había estado trabajando. El «Sejm de Repnin» aceptó las propuestas por la protesta del delegado Józef Wybicki en marzo de 1768. Los confederados de Radom hicieron las paces con el rey y, por el momento, parecía que las políticas de Repnin habían prevalecido y seguirían siendo totalmente triunfantes.

### Confederación de Bar, Primera Partición, Sejm de Partición
La legislación del Sejm de Repnin significó el fin del intento de imposición de reformas por parte de "La Familia", pero no trajo paz ni estabilidad, ya que el despiadado gobierno personal de Repnin se volvió en su contra tanto los oligarcas magnates decepcionados como la nobleza regular, quienes sintieron que sus "libertades" estaban siendo atacadas. El Sejm todavía estaba en sesión cuando el 29 de febrero de 1768 se formó la Confederación de Bar en Podolia, con los objetivos aparentes de preservar los privilegios de la religión católica y de la szlachta y la independencia del estado. Al puñado de nobles locales pronto se unieron sus hermanos de los voivodatos circundantes y algunas de las fuerzas militares. Sin embargo, Józef Pułaski, el mariscal de la Confederación, tenía solo cinco mil hombres con un equipo mediocre a su disposición que pronto fueron dominados por las superiores fuerzas rusas y reales polacas. La rendición de los confederados bajo Kazimierz Pułaski en Berdyczów, tras una feroz defensa, fue seguida por la de Bar el 20 de junio. Los líderes de la confederación y los restos de su ejército encontraron refugio en Moldavia dentro del Imperio Otomano, pero se sucedieronalgunos años más de disturbios y rebeliones (1768-1772).
El panfleto Suplika de Torczyn, que pedía ayuda y derechos para los campesinos, se distribuyó en Volhynia en 1767. En el momento de las tensiones agravadas entre las poblaciones rurales, contribuyó al estallido de la Koliyivshchyna, o revuelta campesina ucraniana de 1768, el comienzo de la cual coincidió con la supresión del levantamiento szlachta en Podolia. Las masas campesinas estaban inquietas por los rumores de la toma de posesión de los ortodoxos por la Iglesia Uniata, del apoyo de la Emperatriz a una guerra contra los terratenientes polacos y por las violaciones reales cometidas por las fuerzas de la Confederación. Su resentimiento, alimentado aún más por el aumento de las cargas que tenían que ver con la expansión de la economía popular hacia el este hasta el río Dnieper, se movieron violentamente contra los szlachta y sus inquilinos judíos y administradores de propiedades. Los atacados sufrieron las mayores pérdidas en la ciudad de Humań. El levantamiento ucraniano, liderado por los comandantes cosacos Ivan Gonta y Maksym Zalizniak, fue reprimido sin piedad por la Corona polaca y las fuerzas rusas, pero provocó disturbios en otras partes de la República e impidió que aquellos que iban a continuar la guerra confederada apelaran al apoyo de los campesinos a gran escala.
Mientras tanto, los desafíos de la szlachta cobraron fuerza, a medida que se establecían nuevas confederaciones en las provincias occidentales de la Corona y en el Gran Ducado de Lituania. Una rebelión en Cracovia, que tuvo lugar poco después de la caída de Bar, terminó en capitulación después de un asedio de un mes, pero era evidente que la lucha continuaría. El estallido de la guerra ruso-turca en octubre de 1768 dio lugar a nuevas esperanzas para los confederados. Francia, en cuyo interés estaba el debilitamiento de Rusia, incitó al Imperio Otomano a luchar contra Rusia y apoyó a los insurgentes confederados con dinero, armas y cuadros militares profesionales, mientras que Austria proporcionó asilo a la autoridad suprema confederada (la llamada Generalidad) que había se formó en 1769 en Biała.
Sin embargo, los confederados tenían objetivos e intereses divergentes. La oligarquía magnate quería eliminar a Stanisław August y reemplazarlo por un gobernante de la dinastía Wettin. La Generalidad declaró el destronamiento del rey en 1770, justo cuando Stanisław August contemplaba la viabilidad de abandonar a Catalina y llegar a un entendimiento con el movimiento de la Confederación de Bar. La nobleza media luchó por la independencia nacional, pero bajo supuestos conservadores de inviolabilidad de su propia posición privilegiada, así como de la de la Iglesia Católica, lo que limitó el atractivo de toda la empresa (el ejército del levantamiento dominado por la nobleza era en su mayoría no noble y las ciudades simpatizaron con el Rey). 200.000 habían servido en la insurrección armada, pero no más de 10 a 20 mil en un momento dado. La caballería carecía de equipo, disciplina y entrenamiento, el ejército en su conjunto carecía de un mando unificado profesional y de un importante componente de infantería. Los confederados dispuestos al sacrificio no eran rival para el adversario ruso, tanto en términos de calidad como de cantidad militar.
A finales de 1770, los confederados, encabezados por el consejero francés general Charles François Dumouriez y el mejor comandante de la insurgencia Kazimierz Pułaski, intentaron establecer una línea de defensa permanente a lo largo de las orillas del alto Vístula, pero pudieron aferrarse a Lanckorona y Tyniec solo durante un período significativo. Los intentos de reanudar los combates en Lituania no tuvieron éxito, mientras que Józef Zaremba solo logró avances militares temporales en la Gran Polonia. El fallido secuestro del rey en 1771 redujo el apoyo nacional y extranjero a la Confederación. En 1772, las fuerzas de la operación de partición extranjera ingresaron al país y el movimiento estaba llegando a su fin. La guarnición del castillo de Wawel siguió resistiendo, y luego, hasta el 18 de agosto, solo la fortaleza de Częstochowa bajo Kazimierz Pułaski. El levantamiento terminó y los líderes confederados abandonaron el país.
La Confederación de Bar forzó una revaluación de la estrategia de Rusia dirigida por el príncipe Repnin (y provocó la caída del poderoso enviado). El Imperio, distraído militarmente en el momento de su gran guerra con Turquía, decidió aceptar la reducción del territorio del problemático aliado polaco de Rusia, promovido por Federico II el Grande de Prusia, lo que dio lugar a la Primera Partición de Polonia-Lituana.
El Reino de Prusia, habiendo conquistado Silesia, dirigió sus actividades de expansión hacia la desembocadura del Vístula y Prusia Real (una provincia de la Commonwealth) en general. Pero los primeros pasos reales en el proceso de partición fueron dados por Austria, que en 1769 tomó Spisz y al año siguiente los condados de Czorsztyn, Nowy Targ y Nowy Sącz. Federico, que siguió con las adquisiciones territoriales de facto, cooperó con José II, y cuando Catalina II estuvo lista, los tres comenzaron las negociaciones de partición. El acuerdo ruso-prusiano se firmó a principios de 1772 y luego se unió Austria. Las nuevas fronteras reales se determinaron en la convención firmada en San Petersburgo el 5 de agosto de 1772. La convención enumeró la decadencia del estado, la anarquía y el fraccionalismo entre las justificaciones para la partición de los territorios de la Commonwealth. En el momento de la Primera Partición, Austria y Prusia persiguieron ansiosamente el desmembramiento de su débil vecino y se apoderaron de importantes porciones de tierras polacas, más allá de las especificaciones a veces vagas de la convención; las partes del Gran Ducado oriental y el Voivodato de Inflanty (Livonia polaca) tomadas por Rusia eran de una importancia más marginal.
Prusia, el iniciador del esquema de partición, ganó Ermland (Warmia), Pomerelia (Gdańsk Pomerania), Marienburg (Malbork) Voivodeship, Kulmerland (tierra de Chełmno) y la cuenca media-alta del río Noteć (Netze), pero sin Danzig (Gdańsk) y Thorn (Toruń), un área de 36 000 km² con 580 000 habitantes. Austria tomó las partes del sur de los voivodatos de Cracovia y Sandomierz y el voivodato de Rutenia, un total de 83 000 km 2 y 2,65 millones de habitantes. Los burócratas de Viena dieron a la zona ocupada el nombre de Galicia y Lodomeria. La partición rusa ascendió a 92.000 km 2 y 1,3 millones de personas. El ejército de la Commonwealth, 10.000 hombres como máximo, no intentó resistir.
La primera partición dejó una Polonia-Lituania todavía viable (se convirtió en un estado amortiguador para las tres potencias en competencia), pero el potencial económico del país se redujo considerablemente. Prusia controlaba el bajo Vístula y, por tanto, las exportaciones agrícolas polacas; Austria controlaba las minas de sal. Grandes concentraciones de polacos ahora vivían dentro de los estados de Prusia y Austria, lo que los sometió a presiones de germanización y redujo el porcentaje de población étnicamente polaca en el resto de la Commonwealth.
Los poderes de partición exigieron que la Commonwealth apruebe oficialmente la partición y amenazaron con más invasiones en caso de rechazo. El rey Stanisław August apeló a los tribunales europeos, pero solo personas, incluidos Jean-Jacques Rousseau, Gabriel Bonnot de Mably y Edmund Burke, condenaron la partición. El "Sejm de Partición" fue convocada en 1773 y, a pesar de las objeciones de algunos de los diputados (en particular, Tadeusz Rejtan y Samuel Korsak), ratificó bajo coacción la convención de partición. También se impusieron acuerdos comerciales desfavorables, especialmente con Prusia. Las potencias divisorias estaban obviamente inclinadas a intervenir en los asuntos polacos a voluntad y el futuro de la República parecía siniestro.
El Sejm de Partición de 1773-1775 también instituyó mejoras limitadas, pero no insignificantes, en el sistema político y el gobierno del disminuido estado. Federico II y el líder ruso Nikita Panin ya habían decidido no permitir cambios sustanciales en las áreas previamente definidas como las "leyes cardinales". Su punto de vista estuvo representado por Gédéon Benoît y el nuevo embajador ruso Otto Magnus von Stackelberg. La oposición interna o las facciones reformistas se había agotado. Los activistas del movimiento de la Confederación de Bar emigraron o fueron exiliados a Siberia, la "Familia" así como el rey con el que discutían ahora carecían de un amplio apoyo popular por un lado y de la confianza de la emperatriz Catalina por el otro. Dadas las circunstancias, el papel principal fue asumido por personalidades más mediocres, como el mariscal Adam Poniński, quien dirigió las deliberaciones del Sejm de Partición.
Para evitar las interrupciones del liberum veto, el Sejm se organizó como una confederación y convocó a una delegación especial para preparar y proponer la nueva "constitución" (legislación) del sejm. La principal controversia surgió en torno al tema del establecimiento y la forma del Consejo Permanente (Rada Nieustająca, un gobierno ejecutivo), cuya necesidad se había hecho evidente en ese momento. La camarilla de magnates liderada por August Kazimierz Sułkowki quería reducir de forma decisiva la influencia del Rey. Pero Stanisław August fue capaz de convencer a los rusos de la necesidad de un gobierno eficiente y crear un consejo, donde algunas de sus prerrogativas serían limitadas, pero en mayor grado las de los ministros magnates anteriormente muy poderosos, que fueron colocados bajo el control del nuevo ayuntamiento. El Consejo, establecido finalmente en 1775, sería dirigido por el Rey, tenía 36 miembros elegidos, la mitad de cada cámara del Sejm, y gobernado por mayoría de votos (el Rey decide en caso de empate). Los ministros eran supervisados por cinco departamentos paralelos del Consejo: Intereses Exteriores, Policía o Buen Orden, Militar, Justicia y Hacienda. El Consejo, además de sus deberes administrativos, presentaría al Rey tres candidatos por cada nominación al Senado y otras oficinas principales.
El ejército, modernizado y reorganizado, se ampliaría a 30.000 y se financiaría con impuestos y aduanas introducidos dentro de la reforma del tesoro postulada. Las dificultades económicas impidieron, como en muchas ocasiones anteriores, el cumplimiento de las metas y el estado pudo mantener solo la mitad de las fuerzas armadas previstas.
El único logro indiscutible del sejm de 1773-1775 fue la creación de la Comisión de Educación Nacional, a través de la cual se modernizaría el sistema educativo del país. A la Szlachta se le permitió participar en profesiones "urbanas" y se discutieron las mejoras en la situación legal de sus súbditos, pero no se actuó al respecto. Las leyes cardinales se reunieron nuevamente, los extranjeros y los hijos y nietos de un determinado gobernante tenían prohibido asumir la corona de la Commonwealth. La legislación elaborada fue validada con garantías de los tres poderes de partición.
El consejo de Rada Nieustająca y sus prerrogativas iban a ser desafiados por la oposición magnate liderada por Franciszek Ksawery Branicki, quien intentó desacreditar ante la corte de la emperatriz al nuevo poder establecido (el rey, el Consejo y el embajador Stackelberg). Sus esfuerzos no tuvieron éxito y en 1776 el Departamento Militar del Consejo asumió el control práctico sobre el ejército y se implementaron reducciones significativas del poder tradicionalmente ejercido por los hetmanes. El Rey nombraría oficiales y comandaría la Guardia. Finalmente, se abandonó el objetivo de aumentar el tamaño de las fuerzas armadas.
Sin embargo, las reformas del Sejm de Partición, sujetas a intrigas y obstrucciones y que nunca se llevaron a cabo por completo (especialmente los aspectos de tesorería y militares), se habían convertido en la base necesaria para el establecimiento del emergente movimiento "República Iluminada". Este resultó ser el caso a pesar de que este sejm carecía (además del monarca) de líderes ilustrados, como los que pronto llegarían a ser prominentes en la era de las inminentes reformas del Gran Sejm.

## Gran Sejm y sus reformas

### Código Zamoyski, formación del campo de reforma y propuestas de reforma
Los intentos de reformar y salvar la desintegración del Commonwealth han logrado hasta ahora un pequeño éxito, mientras que el país ha perdido partes de su territorio. Se hizo evidente que una renovación más fundamental sería posible solo después de que los magnates más jóvenes y más ilustrados y las masas más amplias de la nobleza media se involucraran y apoyaran los procesos y objetivos de reforma. Fue una lucha cuesta arriba, ya que la mayoría de los magnates todavía se oponían activamente al Rey (una oligarquía joven diversa pero cooperadora que incluía a Adam Kazimierz Czartoryski , Ignacy Potocki , Stanisław Kostka Potocki , Franciszek Ksawery Branicki , Seweryn Rzewuski y Michał Kazimierz Ogiński), mientras que la nobleza de abajo tendía a ser conservadora y políticamente desorientada.
Se libró una gran batalla por el Código Zamoyski . El sejm de 1776 encargó a Andrzej Zamoyski , ex canciller de la corona y oponente de Repnin , que trabajara en un código legal, destinado a unificar las leyes del Commonwealth. Entre los colaboradores de Zamoyski estaban los reformadores Joachim Chreptowicz y Józef Wybicki . Wybicki escribió en 1777 las Cartas Patrióticas , donde expuso los principales temas del movimiento reformista: el fortalecimiento del gobierno central y las nuevas relaciones postuladas entre las clases sociales , incluyendo en particular las mejoras en la condición de los ciudadanos y campesinos.
El código propuesto trataba algunos de esos asuntos, sin perturbar los privilegios fundamentales de la szlachta . Por ejemplo, las ciudades más grandes podrían enviar representaciones limitadas a las sesiones del sejm o, lo que los detractores consideraron particularmente ofensivo, se permitirían los matrimonios mixtos entre nobleza y campesinos. Las bulas papales solo podían publicarse con el permiso del estado, lo que provocó que el nuncio papal Giovanni Andrea Archetti se opusiera enérgicamente, con la ayuda del embajador Stackelberg , a las leyes propuestas. La propaganda demagógica convenció fácilmente a los diputados de la szlachta y al sejm de 1780 de manera decisiva y, en medio de un alboroto histérico, rechazó el Código.